# First over Germany
First over Germany è un videogioco di guerra aerea pubblicato nel 1988-1989 per Commodore 64 e MS-DOS dalla Strategic Simulations. Vengono simulate le missioni di un B-17 del 306° Bombardieri, la prima unità statunitense che nella Seconda guerra mondiale effettuò bombardamenti diurni contro la Germania nell'ottobre 1942 (da cui il titolo, "primi sulla Germania").

## Modalità di gioco
Il giocatore controlla tutto l'equipaggio del B-17 attraverso scelte strategiche e combattimenti d'azione, con relativamente poche caratteristiche del simulatore di volo vero e proprio.
All'inizio della campagna si sceglie il proprio nome come pilota e si selezionano gli altri 9 membri dell'equipaggio (copilota, bombardiere, navigatore, meccanico, marconista e quattro mitraglieri) tra una rosa di militari possibili con caratteristiche diverse; i nomi dei personaggi sono elencati solo nel manuale ed è necessario conoscerli perché vanno digitati.
Dopo le missioni di addestramento nello Utah ci si trasferisce alla base aerea di Thurleigh da dove si affronteranno 25 missioni di combattimento contro vari tipi di bersagli.
Il giocatore deve gestire molti aspetti tra cui manovre di decollo e atterraggio, puntamento e sgancio bombe, attacchi di caccia e contraerea nemici, problemi meccanici, economia di carburante e munizioni, difficoltà di restare in formazione, effetti di vento e nubi.
Durante il volo normale l'aereo viene mostrato in terza persona con vista dall'alto, con accanto le varie indicazioni degli strumenti di bordo. La scala della visuale varia con l'altitudine, fino a controllare l'aereo ridotto a un puntino su una mappa.
In caso di attacchi di caccia nemici si passa alla visuale della cabina di pilotaggio, dove vengono dati messaggi testuali in inglese sulla posizione nemica (es. "a ore 3 in basso") e il giocatore può selezionare la postazione di artiglieria più adatta tra quelle installate sui vari lati del B-17. La mitragliera viene quindi controllata in prima persona con un mirino.
Dopo ogni missione a cui si sopravvive, l'equipaggio guadagna punti esperienza e può ricevere promozioni in base ai risultati ottenuti. Il progresso viene salvato su disco.